# Polnische Wehrmacht

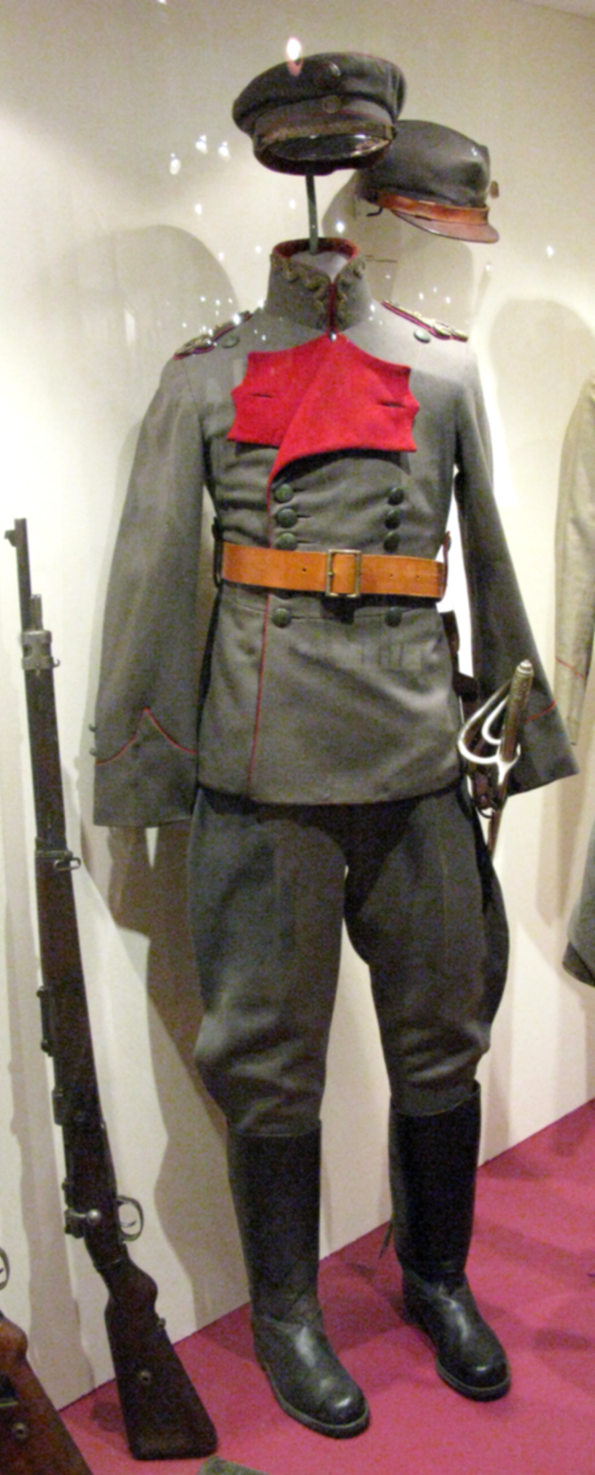
Uniforma de locotenent al Polnische Wehrmacht

Polnische Wehrmacht (în poloneză Polska Siła Zbrojna) a fost o formațiune militară creată în timpul Primului Război Mondial ca răspuns direct la refuzul lui Piłsudski de a depune un jurământ de credință față de Germania. Aceasta a fost concepută ca fiind o armată a unui stat marionetă polonez, imaginat de către planul Mitteleuropa. Rezultatele campaniei de recrutare au fost dezamăgitoare. Polnische Wehrmacht a fost totuși stabilită ca parte a Armatei Germane și s-a aflat sub comanda germană. Comandantul-șef al Polska Siła Zbrojna a devenit general-guvernatorul Hans Hartwig von Beseler, în timp ce, comandant de facto a fost Generalul de infanterie Felix von Barth.
Polska Siła Zbrojna a fost creată la data de 10 aprilie 1917, ca urmare a Actului de la 5 noiembrie 1916. Aceasta era formată în principal din soldații din Legiunile poloneze, care au luptat alături de armata austro-ungară împotriva Rusiei.
Ca urmare a Crizei Jurământului din iulie 1917, cei mai mulți dintre soldați din Legiunile poloneze au refuzat să jure loialitate Kaiserului german. Aproximativ 15.000 dintre ei au fost închiși în lagăre de concentrare în Beniaminów și Szczypiorno, în timp ce aproape 3.000 au fost recrutați în Armata Austro-Ungară. Deși s-a dorit a avea 50.000 de soldați, formațiunea a reușit să strângă doar 2.775 de soldați, cea mai mare parte recruți neinstruiți din Polonia centrală. După ce comanda unității a fost transferată Guvernului regenței poloneze la 19 octombrie 1918, aceasta a cuprins 9.000 de soldați. După ce Polonia și-a declarat independența pe data de 11 noiembrie 1918, Polnische Wehrmacht-ul a devenit baza noii formate armate poloneze.